# High Definition Audio Interface

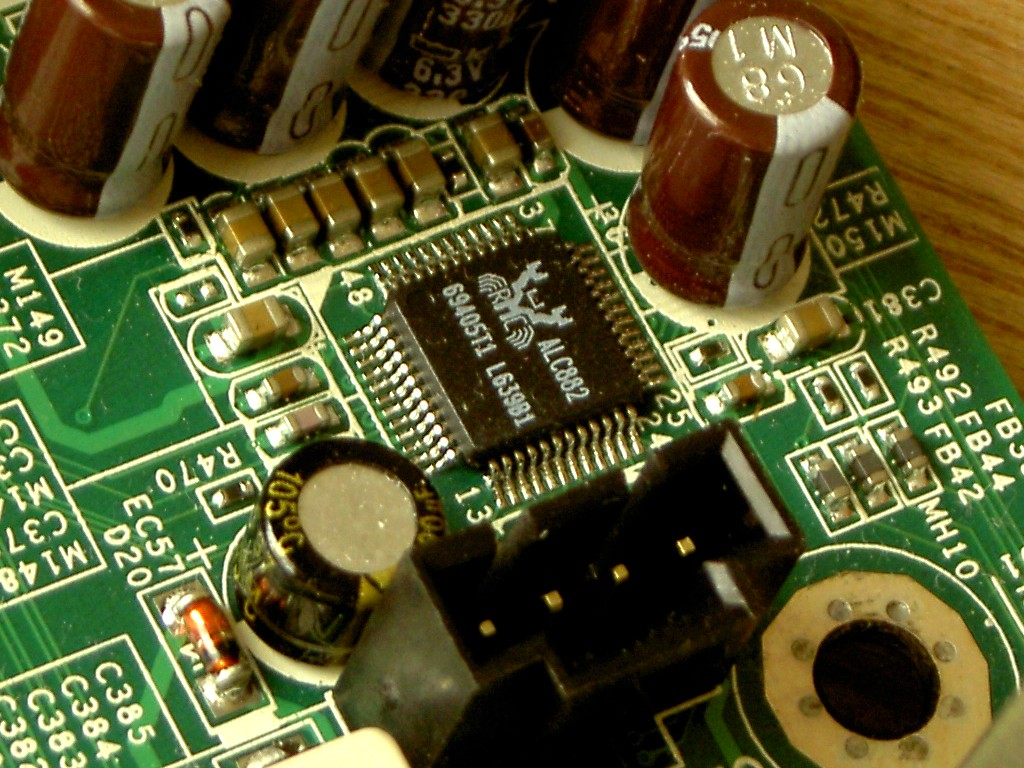
HD-Audio tauglicher ALC-882-Chip auf einer Audiokarte

High Definition Audio, auch HD Audio oder abgekürzt HDA, ist eine Spezifikation für Audio-Chips, die auf dem IDF 2003 unter dem Codenamen Azalia angekündigt und auf der CES 2004 von Intel der Öffentlichkeit präsentiert wurde. Der Standard wurde von Intel gemeinsam mit über 80 Entwicklern von Audio-Software und -Codecs sowie Herstellern von Unterhaltungselektronik entwickelt und sollte AC’97 als dessen Nachfolger ersetzen. Soundchips, die diesen Standard erfüllen, müssen Stereo-Signale mit 192 kHz in einer 32-Bit-Qualität liefern können und bis zu acht Kanäle mit je 96 kHz in 32-Bit; das entspricht 7.1-Raumklang. Ob der Computer tatsächlich ein nutzbares 7.1-Signal ausgibt, hängt von den Spezifizierungen der Hauptplatine ab.

## Details
Der Standard sagt nichts über die weiteren Fähigkeiten des Chips aus, sondern legt lediglich Mindestanforderungen bei der Umwandlung digitaler in analoge Signale fest. Es handelt sich bei der Spezifikation weder um einen Codec (wie MP3) noch um einen konkreten Chip im Computer. Zum Vergleich: Ein Standard CD-Player wandelt die auf einer Compact Disc gespeicherten digitalen Informationen in ein analoges Signal um, das über den Kopfhörerausgang oder einen Verstärker ausgegeben wird. Auf einer CD sind die Informationen mit 44,1 kHz in 16-Bit gespeichert. Wäre der CD-Player nach dem neuen Standard ausgestattet (wie es manche DVD-Player sind), könnte er auch höhere Datenraten oder feiner abgetastete Musik abspielen – ist er es nicht, bleibt er stumm, weil er die digitalen Informationen nicht verarbeiten kann.

## Unterstützung
Für Windows XP mit Service Pack 2 wird der High-Definition-Audio-Patch (KB888111) benötigt. Im Service Pack 3 ist dieser Patch und damit die Unterstützung für HD Audio bereits integriert.
Unter Linux kümmert sich das ALSA-Kernel-Modul „snd-hda-intel“ um die Ansteuerung der HD-Audio-Soundchips. Wegen der großen Vielfalt an HD-Audio-Soundchips und einer zumeist fehlenden oder lückenhaften Dokumentation der Hersteller über deren Aufbau gestaltete sich die Erstellung freier Treiber schwierig.